# Observatório Heidelberg-Königstuhl
Astrógrafo do observatório
O Observatório Estadual Heidelberg-Königstuhl (ou nas suas formas portuguesas: Heidelberga-Königstuhl ou Edelberga-Königstuhl; em alemão: Landessternwarte Heidelberg-Königstuhl) é um observatório astronômico localizado no topo do morro Königstuhl, na cidade de Heidelberg, na Alemanha. O predecessor do observatório foi originalmente inaugurado em 1774 em Mannheim, mas a degradação das condições de observações na última resultaram na relocação do observatório para Königstuhl em 1898.
O observatório faz parte do Centro de Astronomia da Universidade de Heldelberg da Universidade Ruprecht Karl de Heidelberg. O Instituto Max Planck de Astronomia foi inaugurado em um sítio adjacente em 1967. Possui um telescópio refletor de 71 cm de diâmetro.